# Єгипетсько-німецькі відносини
Єгипетсько-німецькі відносини стосуються зовнішніх відносин між Єгиптом і Німеччиною. Дипломатичні відносини між Єгиптом і Німеччиною почалися в грудні 1957 року.
Німеччина та Єгипет мають спільний інтерес у мирному врегулюванні регіональних конфліктів. Дві країни співпрацюють у Мюнхенському форматі щодо мирного процесу на Близькому Сході та в рамках Берлінського процесу щодо Лівії.
Німеччина бере участь у Єгипті різними способами, працюючи над сприянням торгівлі та бізнесу, а також правам людини та співпраці з громадянським суспільством. Єгипет є пріоритетною країною для політики розвитку Німеччини, культурних відносин і політики освіти.
У 2021/22 фінансовому році німецько-єгипетська двостороння торгівля склала 4,8 мільярда доларів США (цифра єгипетського статистичного агентства). Після різкого скорочення кількості німецьких туристичних поїздок до Єгипту під час пандемії COVID-19 у 2020 і 2021 роках кількість німецьких в’їздів до країни значно зросла в першій половині 2022 року до понад 600 000. Це означало, що німці знову були найбільшою групою іноземних туристів у Єгипті в першій половині 2022 року, як і до пандемії.
Маючи 1,6 мільярда євро кредитів і субсидій, Єгипет є однією з найбільших країн-партнерів Німеччини у сфері розвитку. Підтримка зосереджена на таких сферах: працевлаштування для сприяння сталому економічному розвитку, включаючи розвиток приватного сектору, водний сектор та поводження з відходами, а також відновлювані джерела енергії та енергоефективність. Крім того, Німеччина фінансує проекти, включаючи будівництво початкових шкіл, зусилля з покращення становища жінок і дівчат, адміністративну реформу та розвиток районів.

## Історія
Дивіться також: Єгипет у Другій світовій війні
Єгипет розірвав дипломатичні відносини з нацистською Німеччиною 4 вересня 1939 року, через день після оголошення Великою Британією війни Німеччині. Громадяни Німеччини в Єгипті були інтерновані, а їхнє майно та бізнес передано під опіку «Державного опікуна ворожих активів». У квітні 1941 року король Фарук надіслав секретну записку лідеру Німеччини Адольфу Гітлеру, «щоб якнайшвидше побачити перемогу німецьких військ у Єгипті та як визволителів від нестерпно жорстокого англійського ярма». У своїй відповіді Гітлер висловив бажання «незалежності Єгипту». 26 лютого 1945 року, наприкінці Другої світової війни, Єгипет офіційно оголосив війну Німеччині.
У грудні 1953 року дипломатичні відносини між Єгиптом і Німеччиною розпочали перші проекти технічного співробітництва, включаючи проекти професійної абілітації, дослідження сирого заліза та інших металевих розвідок.

## Дипломатичні представництва
Єгипет має посольство в Берліні, а також консульства у Франкфурті та Гамбурзі. Німеччина має посольство в Каїрі та консульство в Александрії.

## Економіка
Єгипет посідав третє місце серед арабських країн, що торгують з Німеччиною. У 2007 році німецький експорт до Єгипту склав 2,1 мільярда євро, тоді як експорт до Німеччини склав 804 мільйони євро. Німецькі інвестиції в Єгипет зосереджені в галузях малої та середньої промисловості, інформаційних технологій, автоскладання, енергетики та меліорації. У липні 2005 року Єгипет і Німеччина підписали угоду про заохочення і захист інвестицій.

## Туризм
Єгипет є одним з найважливіших напрямків для німецьких туристів. У 2007 році німці відвідали Єгипет понад мільйон разів (1 086 000), що зробило німців другою за чисельністю групою туристів після росіян. Уряд Єгипту повідомляє про постійне зростання німецьких туристів і оцінює можливість досягнення високого рівня притоку німецьких туристів до 1,2 мільйона.
Німецька авіакомпанія Lufthansa є однією з найстаріших іноземних авіакомпаній, яка виконує рейси з Європи до Єгипту. Авіакомпанія заявила, що «ці рейси обслуговують бізнесменів і туристів, що робить Lufthansa ключовим інструментом для зміцнення двосторонніх економічних зв’язків між Єгиптом і Німеччиною». Крім того, авіакомпанія тепер має код-шерингові домовленості з EgyptAir, що стимулює подорожі між країнами.

## Культура
У 1873 році в Каїрі було засновано Deutsche Evangelische Oberschule (німецька євангельська школа).
Єгипетсько-німецька культурна угода, підписана в 1959 році, є основною структурою, яка організовує єгипетсько-німецькі культурні відносини. Єгипет і Німеччина також підписали дві угоди в 1979 і 1981 роках про наукове і культурне співробітництво між двома країнами.
Єгипетсько-німецьке культурне співробітництво характеризується наступним:
- Goethe Institute, який успішно відіграє провідну роль у просуванні німецької культурної діяльності в Єгипті.
- Німецька служба академічних обмінів (DAAD), яка пропонує єгипетським професорам багато стипендій для навчання в Німеччині.
- Проект Мубарака-Коля для технічної та професійної освіти.
- Німецький університет у Каїрі, який був відкритий 5 жовтня 2003 року.